# Episodi di Casa e chiesa (prima stagione)
La prima stagione della sitcom Casa e chiesa è andata in onda negli USA dal 15 aprile 1997 al 29 aprile sul canale ABC. In Italia è stata trasmessa per la prima volta sul canale a pagamento Disney Channel, ed è successivamente approdata in chiaro su Rai 1.
| nº | Titolo originale            | Titolo italiano              | Prima TV USA   | Prima TV Italia |
| -- | --------------------------- | ---------------------------- | -------------- | --------------- |
| 1  | Urges and Lies              | Voglie e bugie               | 15 aprile 1997 |                 |
| 2  | Communion Wine and Convicts | Libertà di scelta            | 22 aprile 1997 |                 |
| 3  | Cinderella and the Funeral  | Cinderella e il suo funerale | 29 aprile 1997 |                 |